# Marco Carra (politico)
Marco Carra (Suzzara, 27 aprile 1965) è un politico italiano, deputato del Partito Democratico.

## Biografia
Nato a Suzzara, è stato sindaco di Pegognaga, entrambi in provincia di Mantova. Per la XVI Legislatura, nel 2008 è stato eletto alla Camera dei deputati con il Partito Democratico; ancora deputato nella XVII Legislatura, dal 5 marzo 2013 al 22 marzo 2018. Ha fatto parte della Commissione agricoltura dal 7 maggio 2013 al 22 marzo 2018; della Commissione parlamentare di inchiesta sul rapimento e sulla morte di Aldo Moro dal 1º ottobre 2014 al 22 marzo 2018.